# علاء الأعرج
علاء الدين محمد حسين الأعرج فلسطيني شغل منصب وزير وزارة الاقتصاد الوطني الفلسطيني ضمن حكومة إسماعيل هنية الأولى في الفترة الممتدة بين 27 مارس 2006 و17 مارس 2007.